# 治療屍
《治療屍》（英語：Therapist）是2017年馬來西亞的恐怖電影。这部电影由高見執導，演员阵容则有陳郡君、張立昂（台湾演员）、蔡子 、陳沛興、鍾麗芬等，并主要在槟城取景。该片原计划在2014年上映，却因为投资商问题而迟至2017年3月16日上映。

## 劇情簡介
余燕（陳郡君飾）與男友許德（張立昂飾）發生爭吵，隨後發生車禍。雖然逃過死劫，但是卻被失魂治療的研究教授胡教授帶往地下室，教授說明必需72小時找回負面能量的靈魂，才能夠一切正常。

## 演員陣容
- 陳郡君 飾 余燕
- 蔡正雄 飾 胡教授
- 張立昂 飾 許德
- 陳沛興 飾 余爸
- 黎艷瓊 飾 余媽
- 鐘莉芬 飾 胡教授太太

### 外部連結
- 治療屍的Facebook專頁